# Tîtove, Kuibîșeve
Tîtove (în ucraineană Титове) este o comună în raionul Kuibîșeve, regiunea Zaporijjea, Ucraina, formată numai din satul de reședință.

## Demografie
Componența lingvistică a comunei Tîtove
     Ucraineană (96,01%)
     Rusă (3,85%)
     Alte limbi (0,14%)
Conform recensământului din 2001, majoritatea populației comunei Tîtove era vorbitoare de ucraineană (96,01%), existând în minoritate și vorbitori de rusă (3,85%).